# بازده حقوق صاحبان سهام
بازده حقوق صاحبان سهام، (به انگلیسی: Return on equity) میزان کارایی یک شرکت، در خلق سود خالص برای سهامداران را، بررسی می‌کند. در واقع این نسبت بیان می‌نماید، که بنگاه اقتصادی به ازاء هر یک واحد سرمایه‌گذاری سهام‌داران، به چه میزان سود خالص برای آنها کسب می‌کند.
بر این اساس، رابطه محاسباتی نسبت فوق، به صورت زیر می‌باشد:
{\displaystyle \mathrm {ROE} ={\frac {\mbox{Net Income}}{\mbox{Shareholder Equity}}}}
- ROE: بازده حقوق صاحبان سهام
- net income: سود خالص
- shareholders equity: میانگین حقوق صاحبان سهام

در این رابطه بازده محاسبه شده، مربوط به تمام منابع متعلق به سهام‌داران است. بنابراین بازده حقوق صاحبان سهام علاوه بر سرمایه شرکت، منابع حاصل از سودهای تقسیم نشده (سود انباشته)، نسبت‌های مالی و سایر اندوخته‌ها را نیز در بر می‌گیرد.
به سبب آنکه تمامی دارایی‌های یک بنگاه اقتصادی، توسط منابع سهامداران تعیین نشده است، بازده دارایی‌ها نیز، نشان دهنده بازده ایجاد شده برای سهامداران نیست. در واقع برای تعیین بازده سهام‌داران می‌باید، بخشی از منابعی را که برای تأمین دارایی‌ها بکار رفته است، از  کسر نمود.